# Xeromedulla
Xeromedulla is een geslacht van schimmels behorend tot de orde Helotiales. De typesoort is Xeromedulla leptospora.

## Soorten
Volgens Index Fungorum telt het geslacht drie soorten (peildatum april 2023):
| Soortnaam               | Auteur(s)          | Publicatiejaar |
| ----------------------- | ------------------ | -------------- |
| Xeromedulla leptospora  | W.Y. Zhuang & Korf | 1987           |
| Xeromedulla quercicola  | W.Y. Zhuang & Korf | 1989           |
| Xeromedulla tomentulosa | W.Y. Zhuang & Korf | 1987           |